# Sepia
Sepia este o culoare maro-roșcat, numită astfel după bogatul pigment maro închis obținut din sacul de cerneală al sepiei.  Acest sac cuprinde două părți, una, glandulară, producând un pigment, melanina, alta servind de rezervor pentru acest pigment negru care, amestecat cu mucusul, formează cerneala. Cefalopodele expulzează la dorință această cerneală, într-un nor compact pentru a-și dezorienta agresorul și a-și masca o manevră de fugă. Acest nor pare să deseneze forma animalului și poate persista 10 minute.
Această cerneală este utilizată în bucătărie și în artele vizuale.
Culoarea sepia desemnează prin sinecdocă brun-violaceul obținut prin folosirea cernelei de sepie. În fotografie, un tiraj sepia este o imagine monocromă ale cărei valori întunecate sunt mai degrabă brune decât negre.

## Etimologie
Cuvântul sepia provine din limba greacă σηπία, sēpía.

## În bucătărie

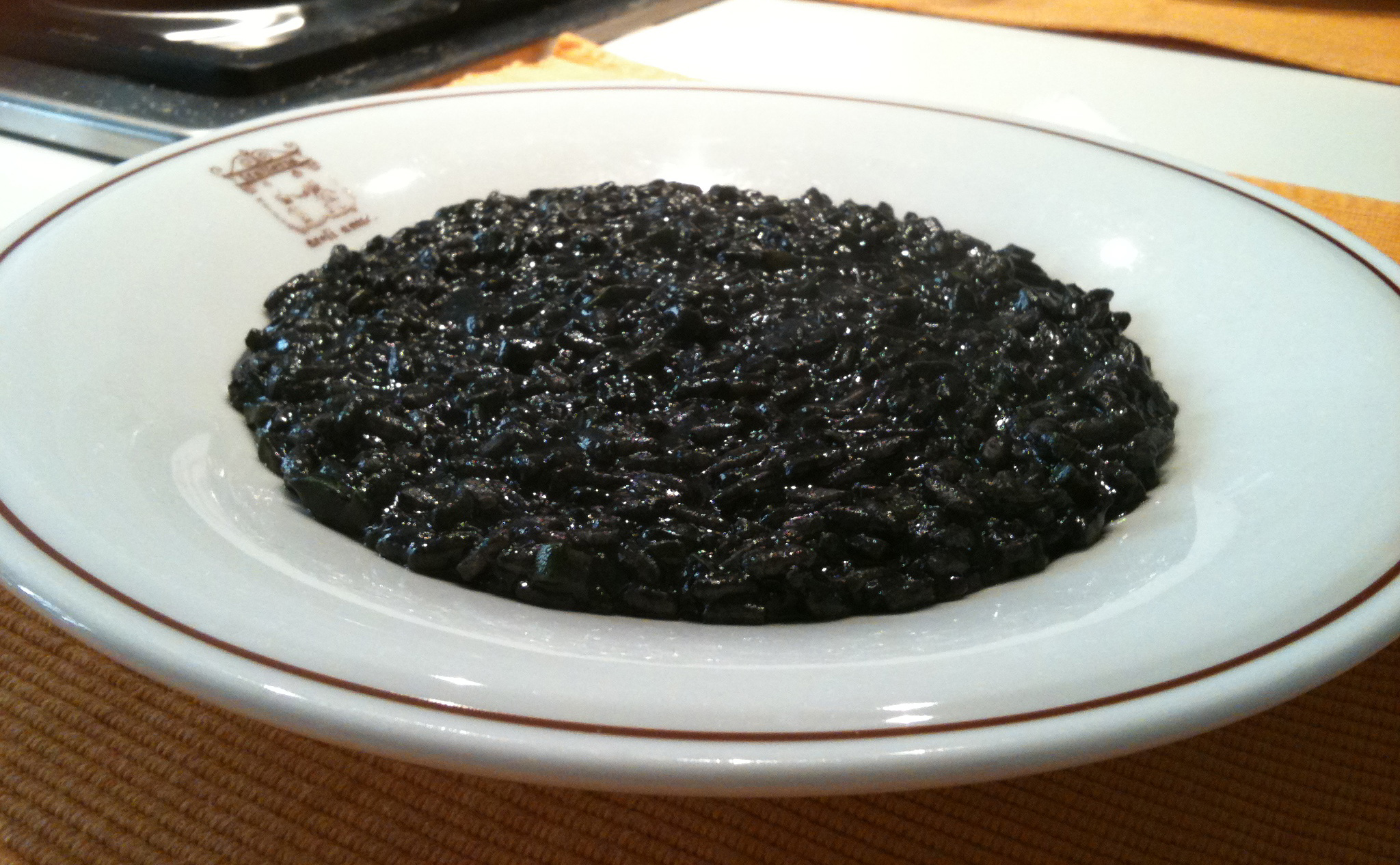
Rizoto cu cerneală de sepia

Cerneala de sepie servește la colorarea și parfumarea alimentelor, precum sunt pastele cu cerneală de sepie.
Calmarii cu cerneală de sepie (în spaniolă calamares en su tinta) sunt o specialitate a bucătăriei spaniole precum și a bucătăriei basce. Rizoto cu cerneală de sepia este o specialitate a bucătăriei italiene.

## În artele vizuale

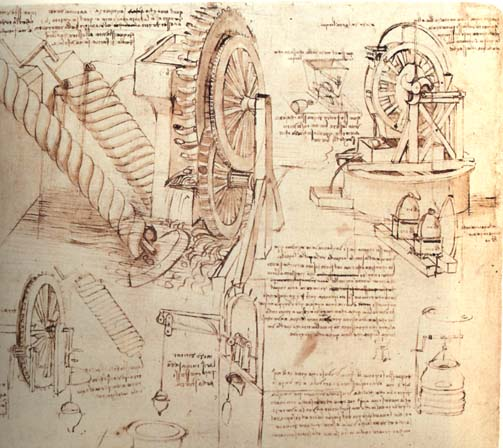
Cerneală sepia folosită pentru scriere, desen și ca laviu colorat, de Leonardo da Vinci

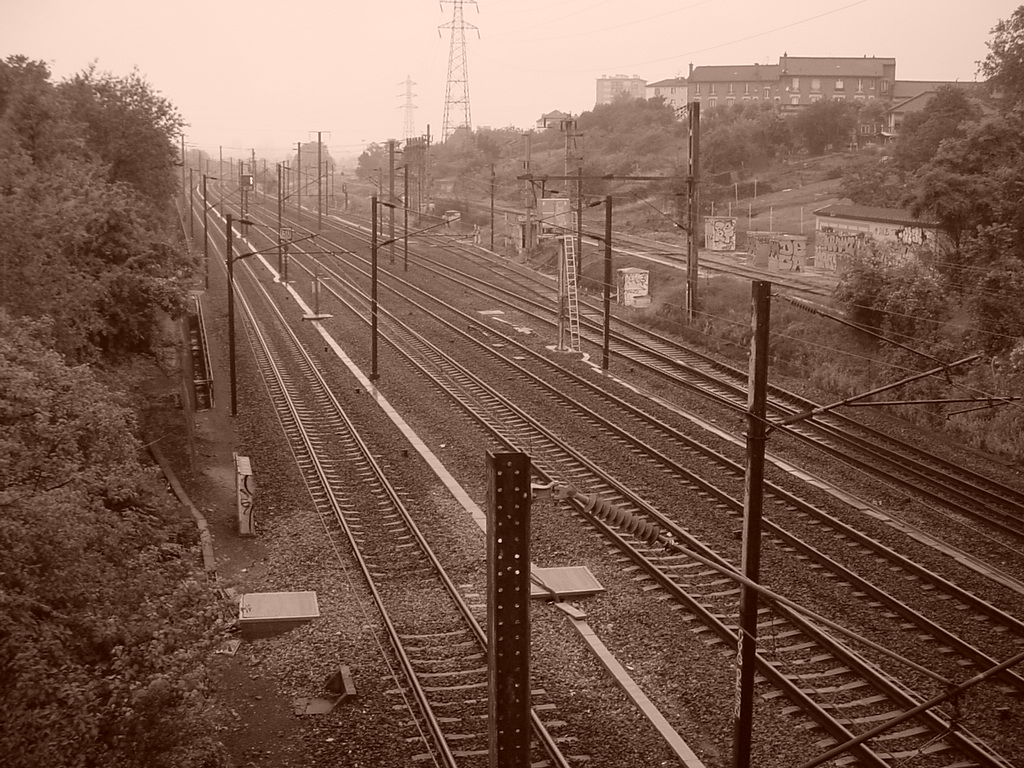
Exemplu de tiraj sepia în fotografie

Cerneala sepia a fost folosită în mod obișnuit la scris în lumea greco-romană. Artiști au menținut-o în uz pentru desene până în secolul al XIX-lea. Grisaille este o tehnică de pictură dezvoltată în secolul al XIV-lea, în care o pictură este redată numai în tonuri de gri, sepia sau nuanțe de verde închis. În ultimul sfert al secolului al XVIII-lea, profesorul Jacob Seydelmann din Dresda a dezvoltat un proces de extragere și producere a unei forme concentrate de sepia pentru utilizare în acuarele și picturi în ulei.
Virarea sepia este un proces chimic folosit în fotografie care virează aspectul fotografiilor în alb-negru în tonuri sepia (maro). Acum culoarea sepia este adesea asociată cu fotografiile vechi. Majoritatea programelor de grafică digitală și multe aparate de fotografiat digitale includ un filtru de tonuri sepia pentru a imita aspectul tipăriturilor în tonuri sepia.

## Alte utilizări
În anii 1940 în Statele Unite, până la apariția expresiei rhythm and blues (R&B) muzica destinată publicului afro-american a fost numită generic muzica negrilor sau muzică sepia. A existat o revistă pentru afro-americani, numită Sepia, care a existat din 1947 până în 1983 (deși numele Sepia i-a fost pus doar în 1953, după ce și-a schimbat proprietarul).
Aclamatul regizor rus Andrei Tarkovski a folosit un ton sepia în filmul său științifico-fantastic din 1979 Călăuza pentru a distinge vizual scenele din zona interzisă de lumea reală, care era prezentată în alb-negru.